# Суворов, Сергей Николаевич
Сергей Николаевич Суворов (5 мая 1918 — 17 сентября 1963) — командир истребительно-противотанковой батареи 59-й гвардейской танковой бригады (8-й гвардейский танковый корпус, 40-я армия, Воронежский фронт), гвардии капитан Советской Армии. Герой Советского Союза (1944).

## Биография
Родился 5 мая 1918 года в Москве в семье служащего. Русский. Образование среднее. Работал на строительстве Московского метрополитена, затем на заводе в городе Краматорск ныне Донецкой области.
В 1938 году Суворов был призван на службу в Рабоче-крестьянскую Красную Армию. Участвовал в польском походе и в советско-финской войне. С начала Великой Отечественной войны — на её фронтах. В 1942 году Суворов окончил курсы младших лейтенантов.
К сентябрю 1943 года гвардии старший лейтенант Сергей Суворов командовал истребительно-противотанковой батареей 59-й гвардейской танковой бригады 8-го гвардейского танкового корпуса 40-й армии Воронежского фронта. Отличился во время битвы за Днепр. 25 сентября 1943 года батарея Суворова переправилась через Днепр в районе села Зарубинцы Каневского района Черкасской области Украинской ССР и приняла активное участие в боях за захват и удержание плацдарма на его западном берегу, нанеся противнику большие потери.
Указом Президиума Верховного Совета СССР от 3 июня 1944 года гвардии старший лейтенант Сергей Суворов был удостоен высокого звания Героя Советского Союза с вручением ордена Ленина и медали «Золотая Звезда».
В 1947 году в звании капитана Суворов был уволен в запас. Проживал и работал в Минеральных Водах. Скоропостижно скончался 17 сентября 1963 года, похоронен на Красненьком кладбище Санкт-Петербурга.
Был также награждён орденами Красного Знамени, Александра Невского и Красной Звезды, рядом медалей.

## Награды и звания
- Герой Советского Союза (3.6.1944)
- Орден Ленина (3.6.1944)
- Медаль "Золотая Звезда"
- Орден Красной Звезды (14.1.1943)
- Орден Красного Знамени (16.11.1944)
- Орден Александра Невского (28.12.1944)
- Медали

## Память
- Барельеф Героя установлен на стеле Аллеи Славы мемориала «Вечный огонь» в городе Минеральные Воды.
- В Марьина Горка (Беларусь). Мемориал в честь 8-й Гвардейской Краснознаменной танковой дивизии. Один из памятных знаков посвящён Герою.

- Марьина Горка. Памятник воинам-гвардейцам Краснознамённого танкового корпуса.
- Марьина Горка. Мемориал 8-й танковой дивизии.
- Марьина Горка. Мемориал 8-й танковой дивизии.
- Марьина Горка. Мемориал 8-й танковой дивизии. Памятная доска.